# ژان سروه
ژان سروه (فرانسوی: Jean Servais‎؛ ‏ ۲۴ سپتامبر ۱۹۱۰ – ۱۷ فوریهٔ ۱۹۷۶) یک هنرپیشه اهل بلژیک بود.
از فیلم‌ها یا برنامه‌های تلویزیونی که وی در آن نقش داشته است می‌توان به ریفیفی در شهر، بی‌نوایان، وقتی زنی دخالت می‌کند طولانی‌ترین روز، قفس، فرمانده گم‌شده اشاره کرد.